# Staphylinochrous flavida
Staphylinochrous flavida là một loài bướm đêm thuộc họ Anomoeotidae. Loài này có ở Cộng hòa Dân chủ Congo và Uganda.